# Theodor Estermann
Theodor Estermann (* 5. Februar 1902 in Neubrandenburg; † 29. November 1991 in London) war ein britischer Mathematiker, der sich mit analytischer Zahlentheorie beschäftigte.

## Leben
Estermann war der Sohn eines jüdischen Geschäftsmanns aus Litauen, seine Mutter war eine Korsettmacherin aus Lettland. Er besuchte die Tora-Schule in Hamburg, wo er hebräisch und deutsch lernte, bis die Familie als Anhänger der zionistischen Bewegung 1914 nach Palästina (damals türkisch) übersiedelte. Dort besuchte er in Jerusalem die Schule. Die Familie kehrte um 1918 wieder zurück nach Hamburg. Estermann studierte Mathematik und Physik an der Universität Göttingen (er hörte unter anderem bei David Hilbert, Edmund Landau) und der Universität Hamburg, wo er 1925 bei Hans Rademacher promovierte, mit einem Thema aus der Maßtheorie (Über Caratheodorys und Minkowskis Verallgemeinerungen des Längenbegriffs). Danach ging er nach Palästina, wohin sein Vater gezogen war, und 1926 weiter nach England, um am University College London zu studieren. 1928 erhielt er dort den D.Sc. Nach einem kurzen Abstecher nach Hamburg wurde er 1929 Assistent und 1931 Lecturer am University College. 1940 wurde er dort Reader und 1965 Professor. 1969 emeritierte er, blieb aber bis 1987 Honorary Research Fellow. Danach zog er sich wegen seines schwindenden Sehvermögens zurück. 
Estermann befasste sich unter anderem mit Kloosterman-Summen, dem Waring Problem, Siebmethoden, Primzahlverteilung, Darstellungen von Zahlen als Summe von Quadraten, Goldbach-Vermutung. Er bewies im Rahmen der Goldbach-Vermutung, dass jede genügend große gerade Zahl als Summe einer Primzahl und einer  Fast-Primzahl mit höchstens 6 Faktoren darstellbar ist, was 1947 von Alfréd Rényi erheblich verschärft wurde und 1966 von Chen Jingrun auf eine Fast-Primzahl mit maximal 2 Faktoren verschärft wurde.
Ab 1948 war er britischer Staatsbürger. Er war seit 1936 mit Tamara Pringsheim, einer Enkelin von Alfred Pringsheim bzw. der Tochter von Olga Markowa Meerson und Heinz Pringsheim, verheiratet und hatte mit ihr sechs Kinder.
Zu seinen Doktoranden zählen Heini Halberstam, Klaus Friedrich Roth, Robert Charles Vaughan.
Sein älterer Bruder Immanuel Estermann war Physiker.

## Schriften
- Introduction to modern prime number theory, Cambridge Tracts, 1952
- Complex numbers and functions, University of London, Athlone Press 1962